# Francazal
Francazal (em occitano:  Hranccasau) é uma comuna francesa na região administrativa da Occitânia, no departamento do Alto Garona. Estende-se por uma área de 5.46 km², com 30 habitantes, segundo o censo de 2018, com uma densidade de 5.5 hab/km².